# Waterval (plaats)
Waterval is een buurtschap van Ulestraten in de gemeente Meerssen, dat ligt in het zuiden van de Nederlandse provincie Limburg.

## Ligging
Waterval ligt in het Watervalderbeekdal tussen Ulestraten en Raar. Ten noordwesten van Waterval ligt de Wijngaardsberg die een steile hellingwand heeft waar bovenop het plateau een oude hoeve staat, de Wijngaardsberghof. Op die hellingwand ligt de oudste wijngaard van Nederland. Bij de heuvel liggen de bronnen van de Watervalderbeek. Het plateau ligt op 125 meter boven NAP terwijl de bodem van het dal meer dan 30 meter lager ligt, op ongeveer 95 meter boven NAP.
In de helling van de Wijngaardsberg ligt het Geologisch monument Typelocatie Zand van Waterval, een voormalige zandgroeve.

## Naamsverklaring
Waterval betekent in dit geval: een van alle kanten door het ‘vallende’ water uitgehold dal.
Gelegen rond de weg Waterval, oostelijk van de weg Meerssen-Ulestraten, noordoostelijk van Meerssen. In 1840 stonden er 24 huizen met 85 inwoners. In 2002 stonden er 27 huizen met 57 inwoners.

## Bodemvondsten
Vanaf 1984 zijn er door enkele amateur- archeologen in samenwerking met de R.O.B. (Rijksdienst voor het Oudheidkundig Bodemonderzoek) voor het eerst in het gebied van Waterval een aantal prehistorische vindplaatsen uit de steentijd ontdekt. De eerste vondsten waren een geslepen bijl van ‘Rijckholt-vuursteen’, twee vuurstenen krabbers en een fragment van een maalsteen. Deze werden geplaatst rond de midden of late periode van de jonge steentijd. Daarna zijn door deccenia lang structureel zoeken in en rond het gebied van Waterval, door een uit Ulestraten afkomstige amateur archeoloog, nog tientallen vindplaatsen ontdekt en honderden vuurstenen werktuigen gevonden uit de Midden- en Jonge Steentijd. Deze zijn gepubliceerd, gemeld en erkend bij de RCE (De Rijksdienst voor het Cultureel Erfgoed , voorheen de R.O.B.). Opvallend zijn een aantal vuursteenateliers die aangetoond zijn kunnen worden en waarvan bekend is dat er vuursteen werd bewerkt die afkomstig is uit de vuursteenwinningen in het Geuldal bij Valkenburg. Het eindproduct waren veelal (gepolijste) bijlen waarvan er tientallen zijn teruggevonden.

## Rijksmonumenten
In Waterval bevinden zich twee rijksmonumenten die beide in vakwerk zijn opgetrokken. Tevens bevindt er zich op de Wijngaardsberg een rijksmonument: een kasteelboerderij.

De twee rijksmonumenten van Waterval
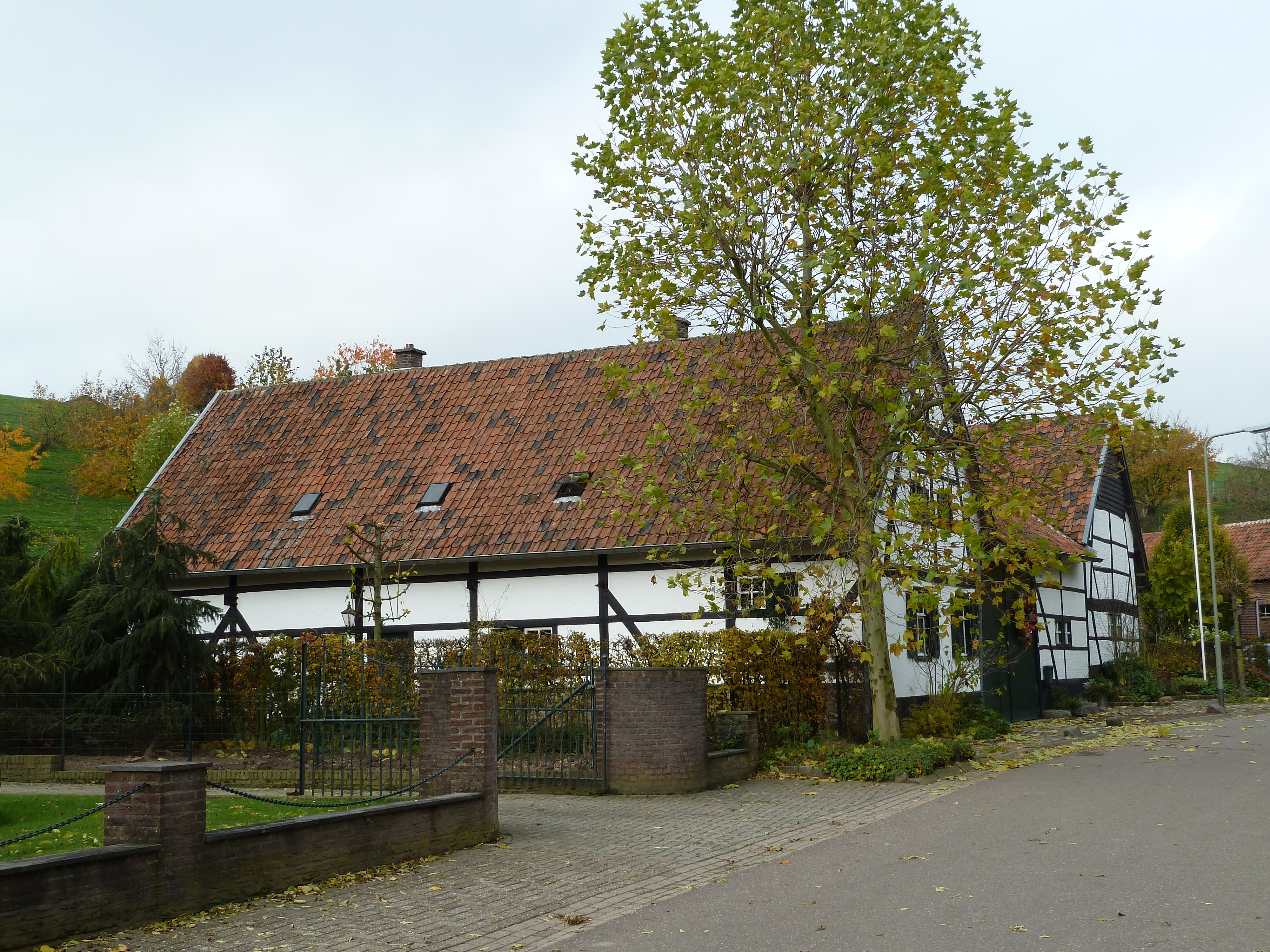
Vakwerkgebouw 1
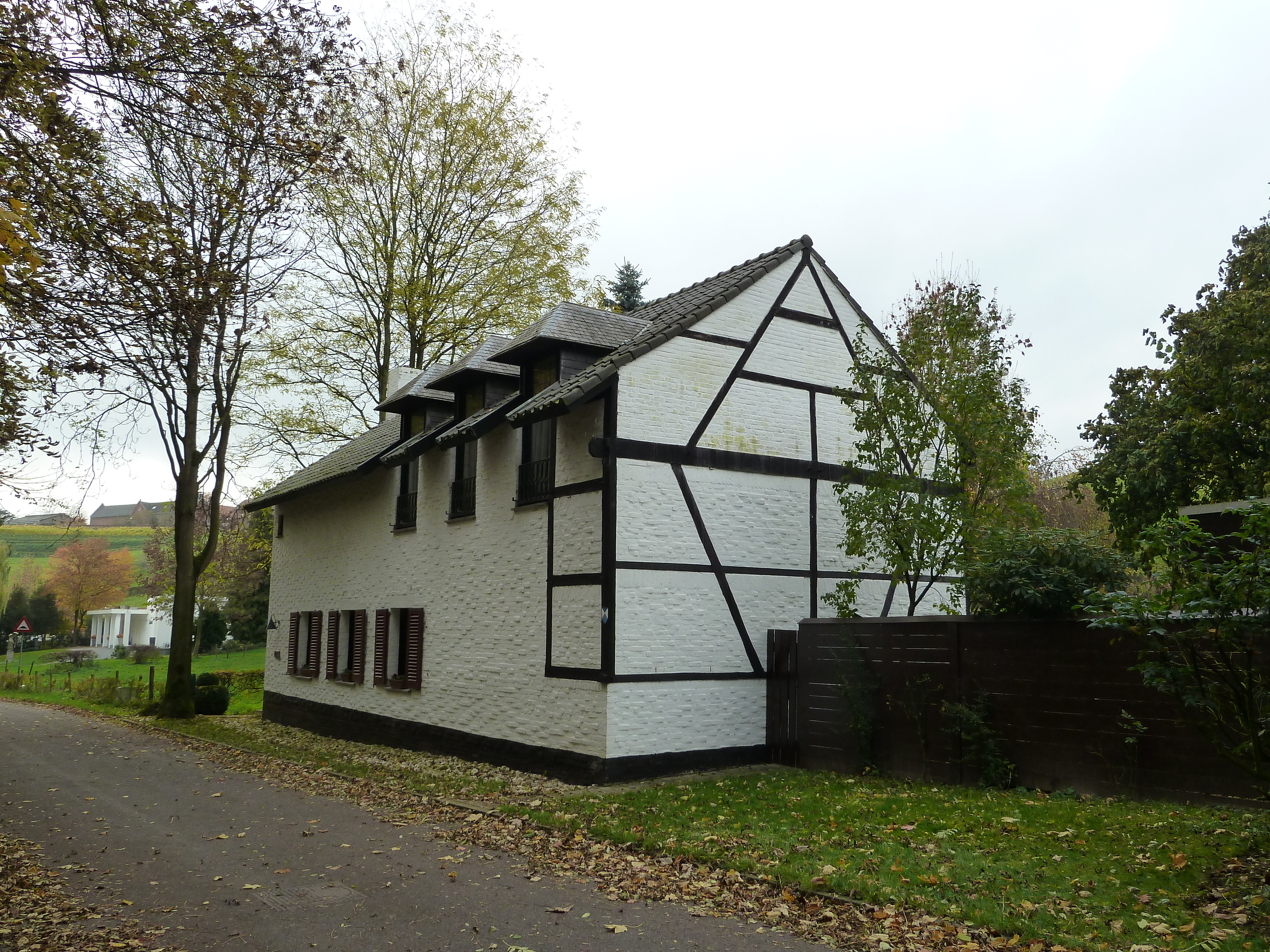
Vakwerkgebouw 2
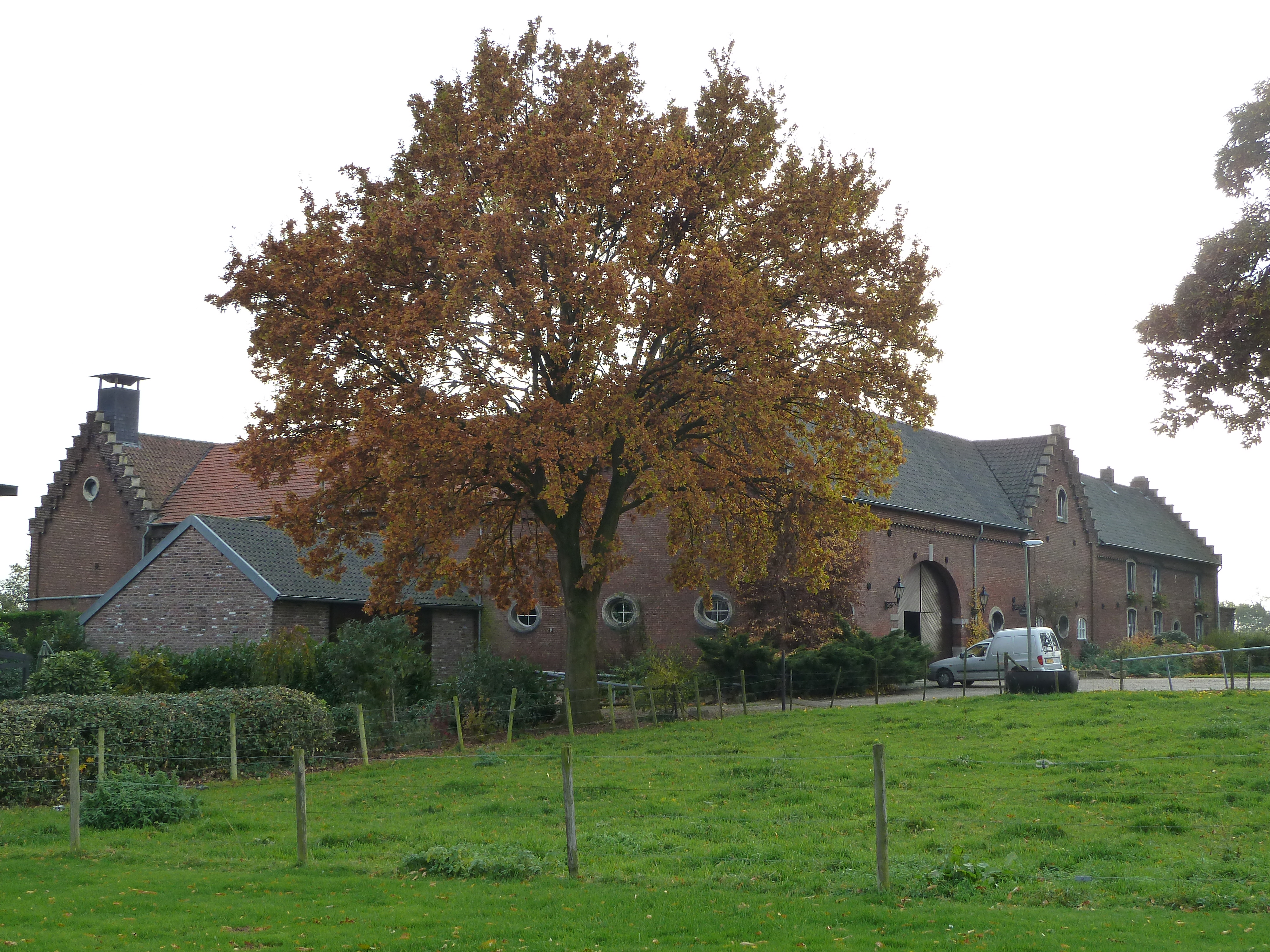
De kasteelboerderij Wijngaardsberghof
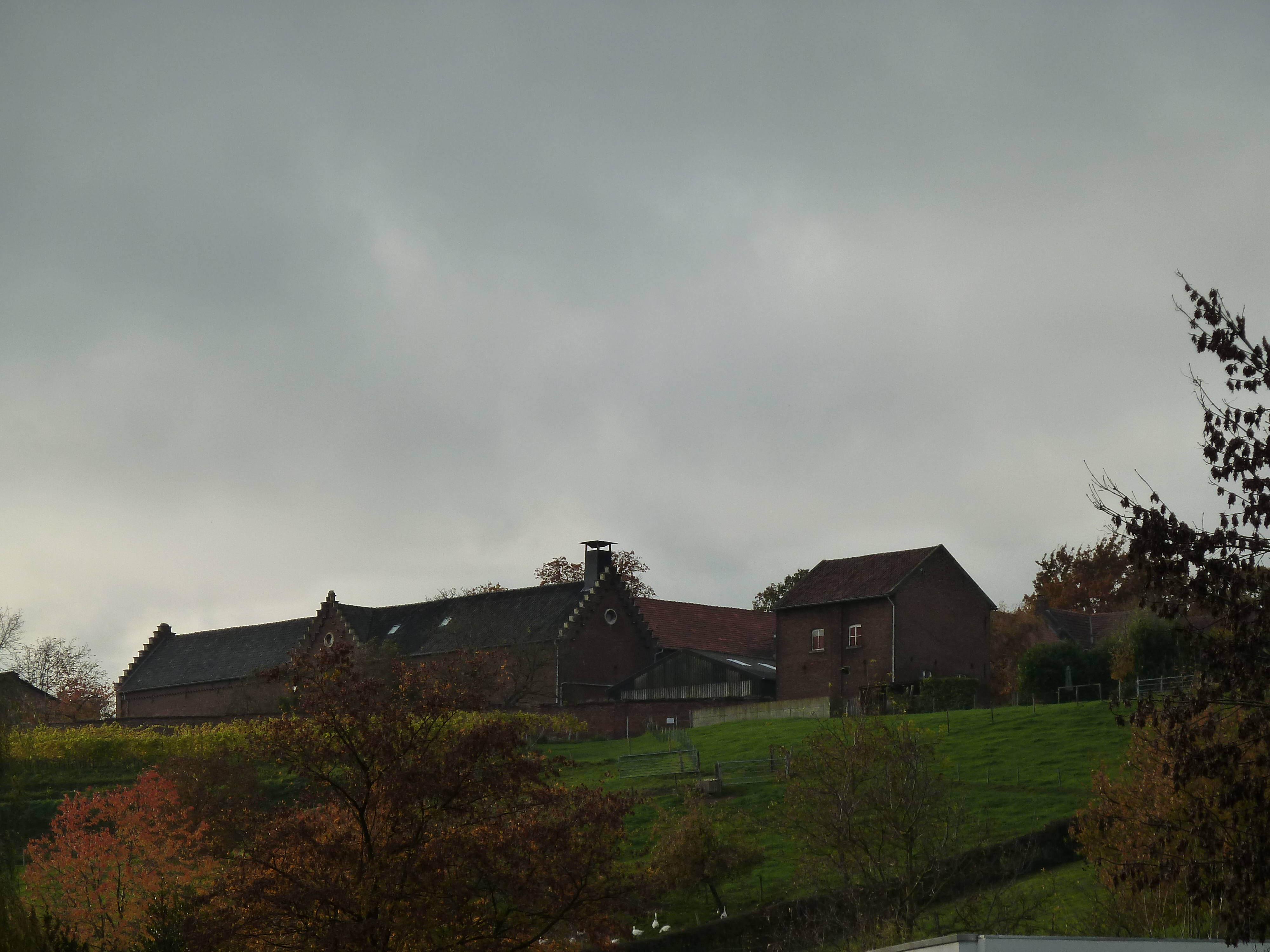
De kasteelboerderij vanuit Waterval gezien

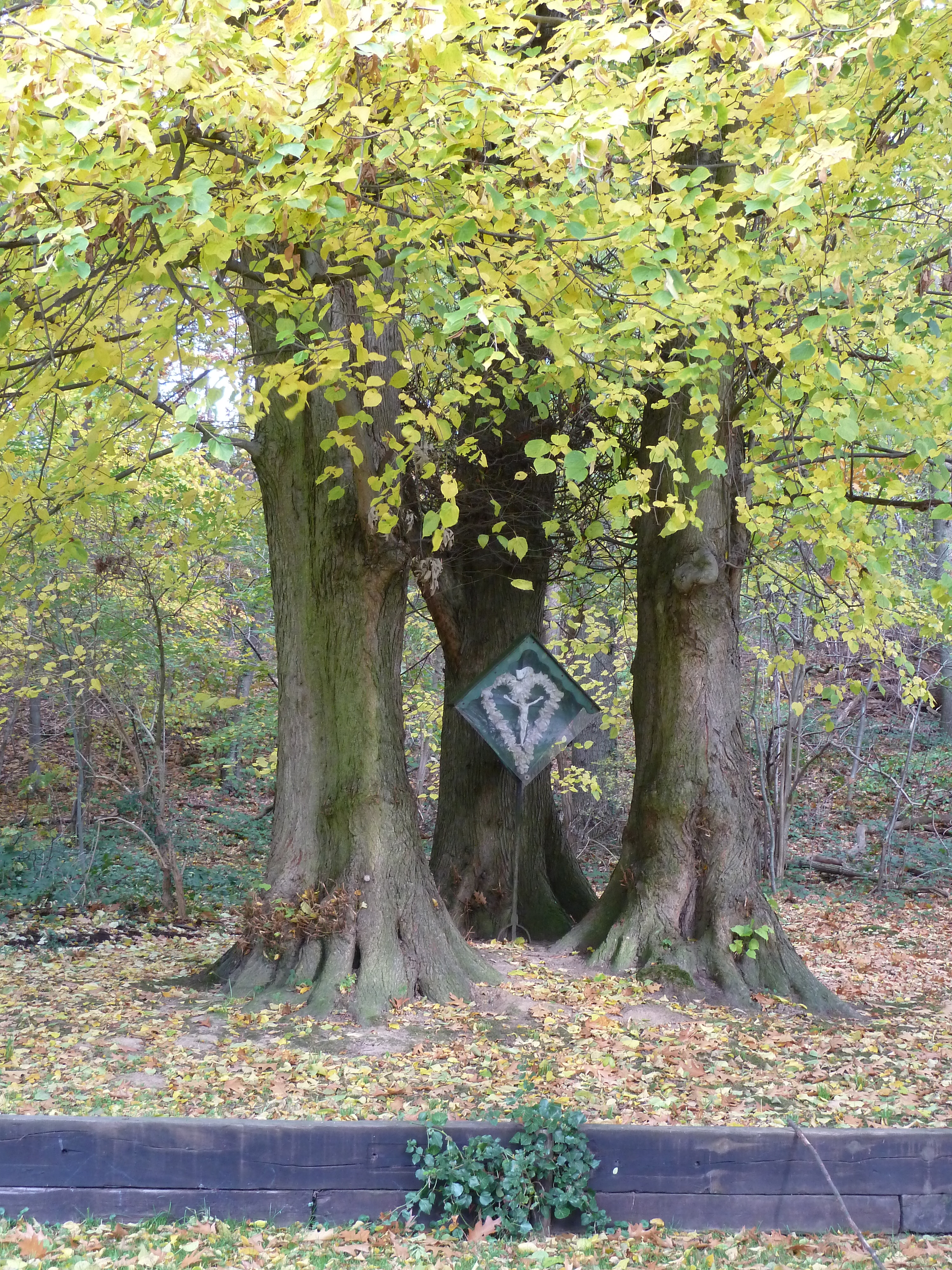
Wegkruising aan kruising in Ulestraten
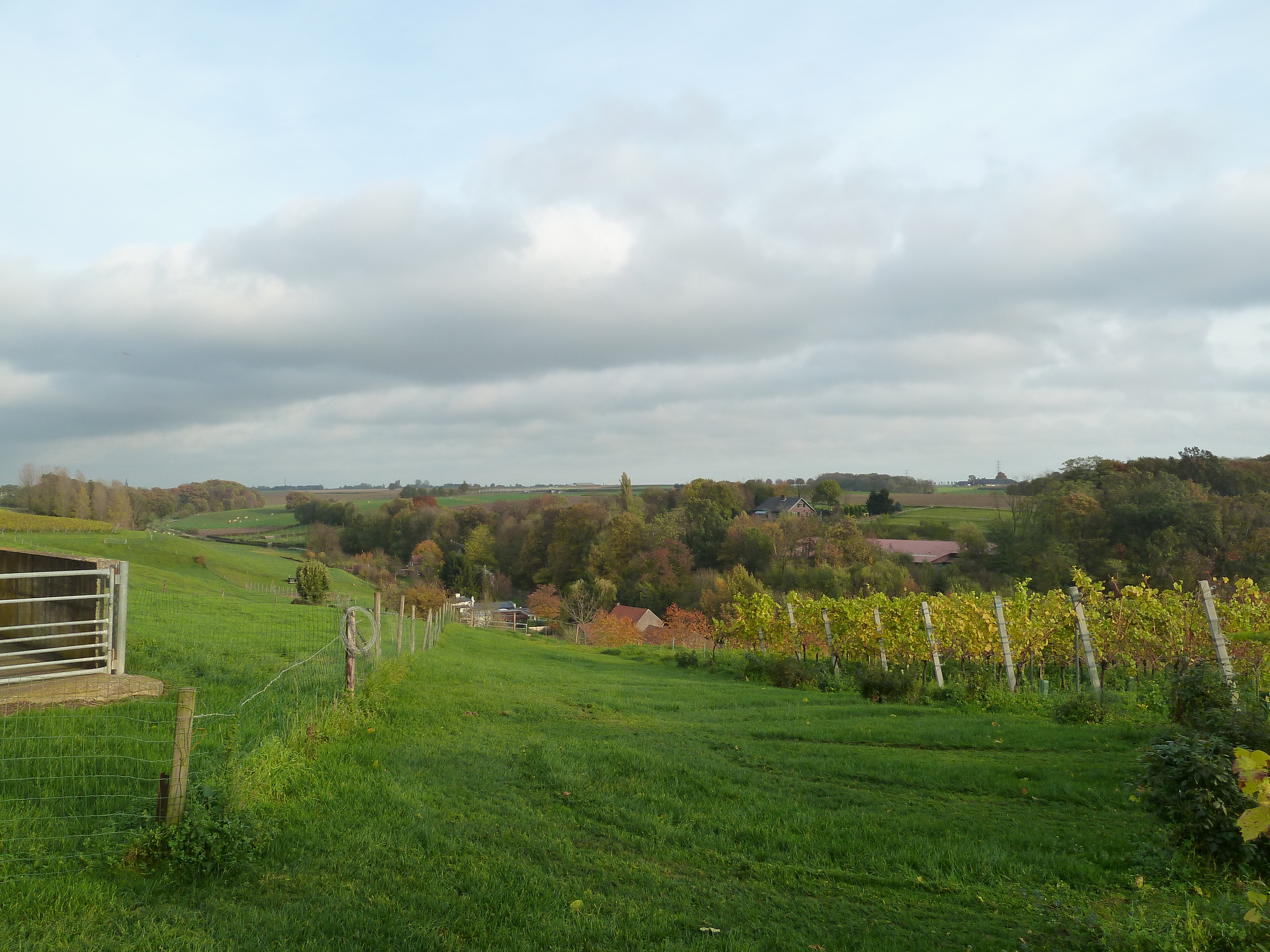
Uitzicht vanaf de Wijngaardsberg op Waterval
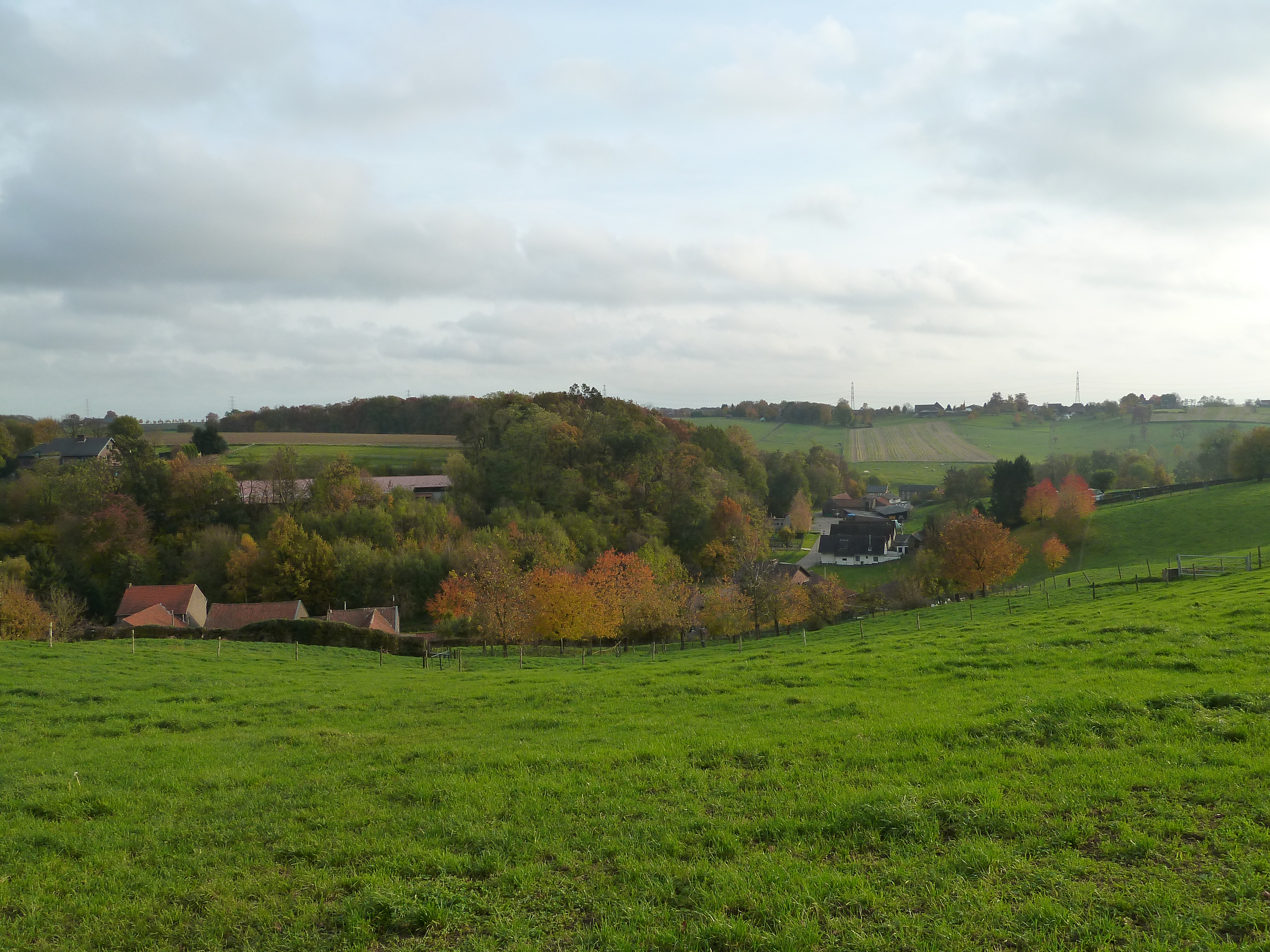
Idem

Dorpen: Bunde · Geulle · Geulle aan de Maas · Meerssen · Moorveld · Rothem · Ulestraten

Buurtschappen en gehuchten: Broekhoven · Brommelen · Genzon · Groot Berghem · Hulsen · Humcoven · Hussenberg · Kasen · Klein Berghem · Oostbroek · Raar · Schietecoven · Snijdersberg · Stommeveld · Vliek · Voulwames · Waterval · Weert · Westbroek

Limburg: Steden en dorpen      Nederland: Provincies · Gemeenten